# Aramazd
Dans le paganisme arménien, Aramazd est le père de tous les dieux et de toutes les déesses, le créateur du ciel et de la terre. Aramazd est responsable de la fertilité de la terre.
La cérémonie en son honneur se nomme Am'nor, ou Nouvelle Année, qui était célébrée lors ce qui est de nos jours le 21 mars - le jour du nouvel an perse - dans le calendrier persan jadis en vigueur en Arménie. Ce qui correspond à l'équinoxe de printemps.